# Tycherus dilleri
Tycherus dilleri är en stekelart som beskrevs av Ranin 1985. Tycherus dilleri ingår i släktet Tycherus och familjen brokparasitsteklar. Inga underarter finns listade i Catalogue of Life.